# Kedungpandan
Kedungpandan is een bestuurslaag in het regentschap Sidoarjo van de provincie Oost-Java, Indonesië. Kedungpandan telt 4019 inwoners (volkstelling 2010).